# Schrankia orientalis
Schrankia orientalis là một loài bướm đêm trong họ Erebidae.